# 贝努萨
贝努萨，是西班牙卡斯蒂利亚-莱昂莱昂省的一个市镇。 总面积173平方公里，2001年普查人口總數為720人，每平方公里人口密度為4人。